# Clepsis uncisecta
Clepsis uncisecta é uma espécie de insetos lepidópteros, mais especificamente de traças, pertencente à família Tortricidae.
A autoridade científica da espécie é Razowski & Wolff, tendo sido descrita no ano de 2000.
Trata-se de uma espécie presente no território português.